# Роса Санчез (Порторико)
Роса Санчез (шп. Rosa Sánchez) град је у америчкој острвској територији Порторико, острвској држави Кариба.

## Демографија
По попису из 2010. године број становника је 1.055, што је 166 (-13,6%) становника мање него 2000. године.
| Група             | 2000.         | 2010.         |
| Белци             | 12 (1,0%)     | 3 (0,3%)      |
| Афроамериканци    | 107 (8,8%)    | 128 (12,1%)   |
| Азијати           | 33 (2,7%)     | 5 (0,5%)      |
| Хиспаноамериканци | 1.207 (98,9%) | 1.051 (99,6%) |
| Укупно            | 1.221         | 1.055         |